# 2024-es férfi kézilabda olimpiai selejtezőtorna
A 2024-es IHF férfi kézilabda olimpiai kvalifikációs tornát 2024. március 14–17. között rendezték meg Magyarországon, Spanyolországban és Németországban. A tornán három csoportban összesen tizenkét csapat vett részt, a csoportok első két helyezettje kijutott a párizsi olimpiára.

## Lebonyolítás
A kvalifikációs tornára a csapatok a 2023-as világbajnokságról, illetve az olimpia előtti utolsó kontinenstornákról juthattak. A bejutott tizenkét csapatot három csoportba sorolták, minden csoportba négy csapat került. A csoportok első két helyezettjei jutottak ki az olimpiára. A rendezésre a csoportok résztvevői pályázhattak. A Nemzetközi Kézilabda-szövetség végül Magyarországnak, Spanyolországnak és Németországnak adta a rendezés jogát.
| 1-es csoport | 2-es csoport | 3-as csoport |
| --- | --- | --- |
| - Világbajnoki 3. helyezett: Spanyolország - Világbajnoki 10. helyezett: Szlovénia - Ázsia-bajnokság 2. helyezettje: Bahrein - Pánamerika-bajnokság 2. helyezettje: Brazília | - Világbajnoki 5. helyezett: Németország - Világbajnoki 9. helyezett: Horvátország - Afrika-bajnokság 2. helyezettje: Algéria - Európa-bajnoki 8. helyezett: Ausztria | - Világbajnoki 6. helyezett: Norvégia - Világbajnoki 8. helyezett: Magyarország - Európa-bajnoki 7. helyezett: Portugália - Afrika-bajnokság 3. helyezettje: Tunézia |

## Selejtezőcsoportok

### 1-es csoport
| Hely. | Csapat            | M | Gy | D | V | G+ | G– | Gk  | P | Továbbjutás                           |
| ----- | ----------------- | - | -- | - | - | -- | -- | --- | - | ------------------------------------- |
| 1.    | Spanyolország (R) | 3 | 3  | 0 | 0 | 99 | 75 | +24 | 6 | Kijutott a 2024-es olimpiai játékokra |
| 2.    | Szlovénia         | 3 | 2  | 0 | 1 | 81 | 84 | −3  | 4 | Kijutott a 2024-es olimpiai játékokra |
| 3.    | Brazília          | 3 | 1  | 0 | 2 | 77 | 79 | −2  | 2 |                                       |
| 4.    | Bahrein           | 3 | 0  | 0 | 3 | 77 | 96 | −19 | 0 |                                       |

| 2024. március 14. 18:30 | Spanyolország | 39–27       | Bahrein | Palau d'Esports de Granollers, Granollers Nézőszám: 2132 Játékvezetők: Bíró, Kiss (HUN) |
| 2024. március 14. 18:30 | Fernández 8   | (18–11)     | Eid 7   | Palau d'Esports de Granollers, Granollers Nézőszám: 2132 Játékvezetők: Bíró, Kiss (HUN) |
| 2024. március 14. 18:30 | 2×            | Jegyzőkönyv | 2×      | Palau d'Esports de Granollers, Granollers Nézőszám: 2132 Játékvezetők: Bíró, Kiss (HUN) |

| 2024. március 14. 21:00 | Szlovénia | 27–26       | Brazília | Palau d'Esports de Granollers, Granollers Nézőszám: 1968 Játékvezetők: Belkhiri, Hamidi (ALG) |
| 2024. március 14. 21:00 | Janc 7    | (13–12)     | Monte 5  | Palau d'Esports de Granollers, Granollers Nézőszám: 1968 Játékvezetők: Belkhiri, Hamidi (ALG) |
| 2024. március 14. 21:00 | 4× 2×     | Jegyzőkönyv | 2×       | Palau d'Esports de Granollers, Granollers Nézőszám: 1968 Játékvezetők: Belkhiri, Hamidi (ALG) |

| 2024. március 15. 18:30 | Bahrein | 24–25       | Brazília    | Palau d'Esports de Granollers, Granollers Nézőszám: 1980 Játékvezetők: Bonaventura, Bonaventura (FRA) |
| 2024. március 15. 18:30 | Habib 6 | (14–11)     | Hackbarth 6 | Palau d'Esports de Granollers, Granollers Nézőszám: 1980 Játékvezetők: Bonaventura, Bonaventura (FRA) |
| 2024. március 15. 18:30 | 4×      | Jegyzőkönyv | 1×          | Palau d'Esports de Granollers, Granollers Nézőszám: 1980 Játékvezetők: Bonaventura, Bonaventura (FRA) |

| 2024. március 15. 21:00 | Spanyolország | 32–22       | Szlovénia | Palau d'Esports de Granollers, Granollers Nézőszám: 5500 Játékvezetők: Horáček, Novotný (CZE) |
| 2024. március 15. 21:00 | Garciandia 6  | (20–13)     | Bombač 5  | Palau d'Esports de Granollers, Granollers Nézőszám: 5500 Játékvezetők: Horáček, Novotný (CZE) |
| 2024. március 15. 21:00 | 5×            | Jegyzőkönyv | 5× 1×     | Palau d'Esports de Granollers, Granollers Nézőszám: 5500 Játékvezetők: Horáček, Novotný (CZE) |

| 2024. március 17. 15:15 | Szlovénia | 32–26       | Bahrein | Palau d'Esports de Granollers, Granollers Nézőszám: 1744 Játékvezetők: Bíró, Kiss (HUN) |
| 2024. március 17. 15:15 | Vlah 8    | (17–12)     | Eid 5   | Palau d'Esports de Granollers, Granollers Nézőszám: 1744 Játékvezetők: Bíró, Kiss (HUN) |
| 2024. március 17. 15:15 | 4× 1×     | Jegyzőkönyv | 3×      | Palau d'Esports de Granollers, Granollers Nézőszám: 1744 Játékvezetők: Bíró, Kiss (HUN) |

| 2024. március 17. 17:45 | Brazília | 26–28       | Spanyolország | Palau d'Esports de Granollers, Granollers Nézőszám: 5920 Játékvezetők: Bonaventura, Bonaventura (FRA) |
| 2024. március 17. 17:45 | Silva 5  | (14–14)     | Solé 7        | Palau d'Esports de Granollers, Granollers Nézőszám: 5920 Játékvezetők: Bonaventura, Bonaventura (FRA) |
| 2024. március 17. 17:45 | 3×       | Jegyzőkönyv | 4×            | Palau d'Esports de Granollers, Granollers Nézőszám: 5920 Játékvezetők: Bonaventura, Bonaventura (FRA) |

### 2-es csoport
| Hely. | Csapat          | M | Gy | D | V | G+  | G–  | Gk  | P | Továbbjutás                           |
| ----- | --------------- | - | -- | - | - | --- | --- | --- | - | ------------------------------------- |
| 1.    | Horvátország    | 3 | 3  | 0 | 0 | 102 | 81  | +21 | 6 | Kijutott a 2024-es olimpiai játékokra |
| 2.    | Németország (R) | 3 | 2  | 0 | 1 | 105 | 93  | +12 | 4 | Kijutott a 2024-es olimpiai játékokra |
| 3.    | Ausztria        | 3 | 1  | 0 | 2 | 101 | 95  | +6  | 2 |                                       |
| 4.    | Algéria         | 3 | 0  | 0 | 3 | 77  | 116 | −39 | 0 |                                       |

| 2024. március 14. 17:45 | Németország | 41–29       | Algéria | ZAG-Arena, Hannover Nézőszám: 10 099 Játékvezetők: Lenci, López (ARG) |
| 2024. március 14. 17:45 | Uščins 10   | (16–13)     | Abdi 8  | ZAG-Arena, Hannover Nézőszám: 10 099 Játékvezetők: Lenci, López (ARG) |
| 2024. március 14. 17:45 | 2×          | Jegyzőkönyv | 3× 1×   | ZAG-Arena, Hannover Nézőszám: 10 099 Játékvezetők: Lenci, López (ARG) |

| 2024. március 14. 20:15 | Horvátország | 35–29       | Ausztria | ZAG-Arena, Hannover Nézőszám: 10 099 Játékvezetők: Kleven, Jørum (NOR) |
| 2024. március 14. 20:15 | Martinović 9 | (15–16)     | Bilyk 8  | ZAG-Arena, Hannover Nézőszám: 10 099 Játékvezetők: Kleven, Jørum (NOR) |
| 2024. március 14. 20:15 | 1× 1×        | Jegyzőkönyv | 3×       | ZAG-Arena, Hannover Nézőszám: 10 099 Játékvezetők: Kleven, Jørum (NOR) |

| 2024. március 16. 14:30 | Németország | 30–33       | Horvátország | ZAG-Arena, Hannover Nézőszám: 10 099 Játékvezetők: García, Marín (ESP) |
| 2024. március 16. 14:30 | Uščins 8    | (10–16)     | Martinović 8 | ZAG-Arena, Hannover Nézőszám: 10 099 Játékvezetők: García, Marín (ESP) |
| 2024. március 16. 14:30 | 3× 1×       | Jegyzőkönyv | 4× 2×        | ZAG-Arena, Hannover Nézőszám: 10 099 Játékvezetők: García, Marín (ESP) |

| 2024. március 16. 17:00 | Algéria   | 26–41       | Ausztria  | ZAG-Arena, Hannover Nézőszám: 10 099 Játékvezetők: Hansen, Madsen (DEN) |
| 2024. március 16. 17:00 | Berkous 9 | (13–20)     | Frimmel 8 | ZAG-Arena, Hannover Nézőszám: 10 099 Játékvezetők: Hansen, Madsen (DEN) |
| 2024. március 16. 17:00 | 1× 1×     | Jegyzőkönyv | 1×        | ZAG-Arena, Hannover Nézőszám: 10 099 Játékvezetők: Hansen, Madsen (DEN) |

| 2024. március 17. 14:10 | Ausztria  | 31–34       | Németország      | ZAG-Arena, Hannover Nézőszám: 10 099 Játékvezetők: Hansen, Madsen (DEN) |
| 2024. március 17. 14:10 | Božović 7 | (15–18)     | Köster, Uščins 8 | ZAG-Arena, Hannover Nézőszám: 10 099 Játékvezetők: Hansen, Madsen (DEN) |
| 2024. március 17. 14:10 | 3×        | Jegyzőkönyv | 3× 1×            | ZAG-Arena, Hannover Nézőszám: 10 099 Játékvezetők: Hansen, Madsen (DEN) |

| 2024. március 17. 16:45 | Horvátország | 34–22   | Algéria | ZAG-Arena, Hannover |
| 2024. március 17. 16:45 | Glavaš 9     | (15–11) | Abdi 8  | ZAG-Arena, Hannover |
| 2024. március 17. 16:45 | 1× 1×        |         | 3×      | ZAG-Arena, Hannover |

### 3-as csoport
| Hely. | Csapat           | M | Gy | D | V | G+  | G–  | Gk  | P | Továbbjutás                           |
| ----- | ---------------- | - | -- | - | - | --- | --- | --- | - | ------------------------------------- |
| 1.    | Norvégia         | 3 | 3  | 0 | 0 | 102 | 78  | +24 | 6 | Kijutott a 2024-es olimpiai játékokra |
| 2.    | Magyarország (R) | 3 | 2  | 0 | 1 | 88  | 80  | +8  | 4 | Kijutott a 2024-es olimpiai játékokra |
| 3.    | Portugália       | 3 | 1  | 0 | 2 | 93  | 91  | +2  | 2 |                                       |
| 4.    | Tunézia          | 3 | 0  | 0 | 3 | 77  | 111 | −34 | 0 |                                       |

| 2024. március 14. 18:30 | Norvégia        | 32–29       | Portugália | Tatabányai Multifunkcionális Sportcsarnok, Tatabánya Nézőszám: 2640 Játékvezetők: Lah, Sok (SLO) |
| 2024. március 14. 18:30 | Lyse, Sagosen 6 | (18–13)     | Frade 8    | Tatabányai Multifunkcionális Sportcsarnok, Tatabánya Nézőszám: 2640 Játékvezetők: Lah, Sok (SLO) |
| 2024. március 14. 18:30 | 6×              | Jegyzőkönyv | 5×         | Tatabányai Multifunkcionális Sportcsarnok, Tatabánya Nézőszám: 2640 Játékvezetők: Lah, Sok (SLO) |

| 2024. március 14. 21:00 | Magyarország | 33–24       | Tunézia         | Tatabányai Multifunkcionális Sportcsarnok, Tatabánya Nézőszám: 4975 Játékvezetők: Pavićević, Ražnatović (MNE) |
| 2024. március 14. 21:00 | Lékai 6      | (17–10)     | három játékos 4 | Tatabányai Multifunkcionális Sportcsarnok, Tatabánya Nézőszám: 4975 Játékvezetők: Pavićević, Ražnatović (MNE) |
| 2024. március 14. 21:00 | 5×           | Jegyzőkönyv | 6× 1×           | Tatabányai Multifunkcionális Sportcsarnok, Tatabánya Nézőszám: 4975 Játékvezetők: Pavićević, Ražnatović (MNE) |

| 2024. március 16. 17:00 | Portugália | 37–29       | Tunézia         | Tatabányai Multifunkcionális Sportcsarnok, Tatabánya Nézőszám: 3000 Játékvezetők: Schulze, Tönnies (GER) |
| 2024. március 16. 17:00 | Frade 6    | (18–12)     | három játékos 4 | Tatabányai Multifunkcionális Sportcsarnok, Tatabánya Nézőszám: 3000 Játékvezetők: Schulze, Tönnies (GER) |
| 2024. március 16. 17:00 | 2×         | Jegyzőkönyv | 1× 1×           | Tatabányai Multifunkcionális Sportcsarnok, Tatabánya Nézőszám: 3000 Játékvezetők: Schulze, Tönnies (GER) |

| 2024. március 16. 19:30 | Norvégia   | 29–25       | Magyarország   | Tatabányai Multifunkcionális Sportcsarnok, Tatabánya Nézőszám: 6000 Játékvezetők: Nachevski, Nikolov (MKD) |
| 2024. március 16. 19:30 | Grøndahl 8 | (16–13)     | négy játékos 3 | Tatabányai Multifunkcionális Sportcsarnok, Tatabánya Nézőszám: 6000 Játékvezetők: Nachevski, Nikolov (MKD) |
| 2024. március 16. 19:30 | 5× 1×      | Jegyzőkönyv | 4×             | Tatabányai Multifunkcionális Sportcsarnok, Tatabánya Nézőszám: 6000 Játékvezetők: Nachevski, Nikolov (MKD) |

| 2024. március 17. 18:30 | Tunézia | 24–41       | Norvégia    | Tatabányai Multifunkcionális Sportcsarnok, Tatabánya Nézőszám: 3500 Játékvezetők: Pavićević, Ražnatović (MNE) |
| 2024. március 17. 18:30 | Rzig 7  | (12–20)     | Barthold 11 | Tatabányai Multifunkcionális Sportcsarnok, Tatabánya Nézőszám: 3500 Játékvezetők: Pavićević, Ražnatović (MNE) |
| 2024. március 17. 18:30 | 2×      | Jegyzőkönyv | 3×          | Tatabányai Multifunkcionális Sportcsarnok, Tatabánya Nézőszám: 3500 Játékvezetők: Pavićević, Ražnatović (MNE) |

| 2024. március 17. 21:00 | Magyarország | 30–27       | Portugália | Tatabányai Multifunkcionális Sportcsarnok, Tatabánya Nézőszám: 6000 Játékvezetők: Schulze, Tönnies (GER) |
| 2024. március 17. 21:00 | Imre 9       | (15–15)     | Portela 6  | Tatabányai Multifunkcionális Sportcsarnok, Tatabánya Nézőszám: 6000 Játékvezetők: Schulze, Tönnies (GER) |
| 2024. március 17. 21:00 | 3× 1×        | Jegyzőkönyv | 4× 1×      | Tatabányai Multifunkcionális Sportcsarnok, Tatabánya Nézőszám: 6000 Játékvezetők: Schulze, Tönnies (GER) |